# Helle longirostris
Helle longirostris är en tvåvingeart som först beskrevs av Hudson 1892.  Helle longirostris ingår i släktet Helle och familjen kulflugor. Inga underarter finns listade i Catalogue of Life.